# Arrondissement di Poitiers
L'arrondissement di Poitiers è una suddivisione amministrativa francese, situata nel dipartimento della Vienne e nella regione della Nuova Aquitania.

## Composizione
L'arrondissement di Poitiers raggruppa 87 comuni in 15 cantoni:
- cantone di Lusignan
- cantone di Mirebeau
- cantone di Neuville-de-Poitou
- cantoni di Poitiers, da 1 a 7
- cantone di Saint-Georges-lès-Baillargeaux
- cantone di Saint-Julien-l'Ars
- cantone di La Villedieu-du-Clain
- cantone di Vivonne
- cantone di Vouillé